# Morchella rufobrunnea
Morchella rufobrunnea é um fungo que pertence ao gênero Morchella na ordem Pezizales. Foi descrito em 1998 pelos micologistas Gastón Guzmán e Fidel Tapia a partir de coletas realizadas em Veracruz, no México. 